# Access point

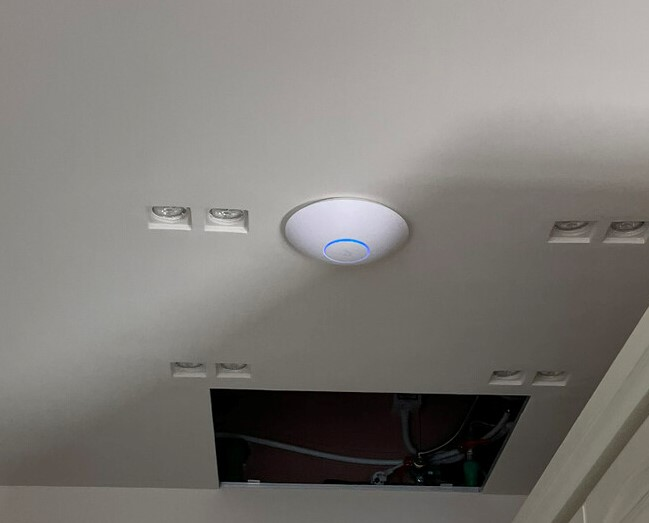
Access Point Ubiquiti UniFi

Un access point o punto di accesso (anche indicato con l'acronimo AP) è un dispositivo di rete che consente l’accesso wireless, in ambito locale, a una rete di comunicazione elettronica.
Ad esempio, l'access point collegato ad una LAN permette all'utente di accedervi in maniera senza fili.

## Storia
Reti senza fili a basso costo sono divenute rapidamente popolari verso la fine degli anni '90 e primi anni 2000 poiché permettono di minimizzare il cablaggio dei cavi di collegamento di rete usati nelle reti ethernet tradizionali, riducendo drasticamente i costi d'impianto oltre ad offrire una certa mobilità nell'accesso. Queste reti si sono diffuse, grazie allo standard Wi-Fi, nelle reti domestiche senza fili e nelle reti pubbliche di accesso a Internet. Le reti senza fili permisero inoltre maggiore mobilità agli utenti, liberandoli dal vincolo di impiego del terminale nei pressi di una presa di rete (es. RJ-45): nell'industria e nel commercio, ad esempio, terminali portatili o palmari wireless consentono agli utenti maggiore operatività, quali la possibilità di compiere operazioni di registrazioni o rettifica di dati, carichi e scarichi di merce, direttamente ed in tempo reale negli archivi degli elaboratori centrali.

## Descrizione
L'access point è storicamente nato per trasformare una rete cablata in rete wireless. Anche oggi, quando un dispositivo di rete qualsiasi ha la funzione AP s'intende sostanzialmente questa.
L'accesso può avvenire in modalità wireless direttamente tramite il suo terminale, se dotato di scheda wireless: se esso viene collegato fisicamente ad una rete cablata (oppure via radio ad un altro access point), può ricevere ed inviare un segnale radio all'utente grazie ad antenne e apparati di ricetrasmissione, permettendo così la connessione sotto forma di accesso radio.
È possibile collegare più access point alla stessa rete cablata e/o tra di loro per creare in questo modo una rete più grande che permetta l'handover tra terminali e rete wireless (WLAN). Se collegato ad una rete cablata, esso fa da interfaccia tra la parte wireless di accesso radio da parte degli utenti e la parte cablata di trasporto implementando un cambiamento di protocollo per il trasferimento dell'informazione tra le due sezioni di rete; se invece trasmette informazione tramite collegamento wireless agli altri access point (Wireless Distribution System) funziona come un semplice bridge, pur con una perdita di efficienza spettrale nel sistema.
L'AP comunica in broadcast alle stazioni riceventi nel proprio raggio di copertura l'SSID della rete o delle reti locali wireless che sta servendo. Le celle di copertura degli AP sono spesso parzialmente sovrapposte per evitare buchi di copertura del segnale mentre la parte cablata è generalmente una rete Ethernet che può essere a bus condiviso oppure commutata ovvero switchata. Chiaramente, i vari AP trasmettono il medesimo SSID, ivi comprese le caratteristiche di sicurezza. Ad ogni modo i dispositivi che si connettono devono supportare la connessione automatica e trasparente, quando cambia l'area di copertura di uno specifico AP.
Un Access Point IEEE 802.11 può normalmente comunicare con circa 30 client nel raggio di circa 100 m, anche se il range di copertura può scendere sensibilmente in presenza di ostacoli fisici nella linea di vista. La banda di comunicazione può variare molto in funzione di diverse variabili come il posizionamento interno o esterno, l'altezza dal suolo, la presenza di ostacoli vicini, il tipo di antenna, le attuali condizioni meteo, la frequenza radio su cui opera e la potenza di output del dispositivo.
La banda di un AP può essere estesa attraverso l'utilizzo di ripetitori e riflettori del segnale, i quali possono far rimbalzare e amplificare i segnali radio che altrimenti non potrebbero essere ricevuti ordinariamente. Sono stati effettuati alcuni esperimenti in questo senso, al fine di permettere l'estensione delle portate delle reti wireless a distanze di diversi chilometri. I protocolli Wi-Fi consentono anche di adattare la velocità di trasmissione nella parte di accesso wireless in funzione della distanza dalla stazione ricetrasmittente.

### Standard

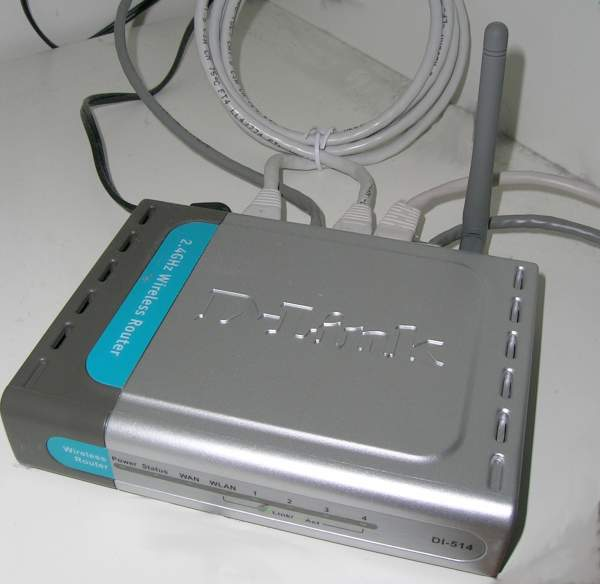
Access point + router + modem

Esistono diversi standard wireless per la trasmissione:
- 802.11a con trasmissione max a 54 Mb/s a 5 GHz
- 802.11b con trasmissione max a 11 Mb/s a 2,4 GHz
- 802.11g con trasmissione max a 54 Mb/s a 2,4 GHz
- 802.11n con trasmissione max a 300 Mb/s a 2,4 GHz e 5 GHz
- 802.11ac con trasmissione max superiore a 1 Gb/s a 2,4 GHz e 5 GHz
- 802.11ax con trasmissione da 3,5 a 9,6 Gb/s a 2,4 GHz e 5 GHz

Gli standard più diffusi sono B/G/N e va anche sottolineato che un access point di nuova generazione trasmette in 3 tipologie di segnali e non 4, poiché lo standard A è ormai obsoleto e troppo lento.
Inoltre per ricevere da un access point un segnale di nuova generazione ovvero di standard N è necessario avere la scheda wireless adeguata altrimenti essa si connetterà in modalità compatibile.
Naturalmente se accade il contrario, ovvero lo standard adottato non è di ultima generazione ma il dispositivo di connessione del PC lo è, esso si connetterà con lo standard più veloce compatibile a quell'access point.
Le novità più rilevanti dell'802.11n consistono oltre che nella maggiore velocità possibile attraverso il raddoppio della banda utilizzata quando possibile (con un canale secondario ,antecedente o conseguente) cioè 20 + 20 mhz, nell'utilizzo della tecnica MIMO, cioè di più coppie di antenne in diversity e un potente DSP che permette di rifasare i segnali corrotti in arrivo dalle differenti antenne e sommarli in una "interferenza additiva". È implementato anche una sorta di "car pooling" dei pacchetti in transito. In pratica tutto ciò si traduce in una maggiore velocità reale complessiva del collegamento rispetto all'11g, e un dimezzamento dei tempi di latenza (ping).
La velocità di trasferimento delle reti wireless è decisamente minore rispetto alle reti cablate, anche se con l'arrivo del WiMAX la situazione dovrebbe cambiare. La velocità massima supportata (al 2009) è di 300 Mbit/s (megabit al secondo), mentre reti cablate raggiungono i 10 000 Mbit/s (10 gigabit Ethernet o 10 GbE).

### Modalità di funzionamento

Logo Wi-Fi

Un access point può funzionare in diverse modalità. Non tutti i dispositivi supportano tutte le modalità, e alcuni possono operare in più modalità contemporaneamente.
- Root Mode: è la modalità standard di funzionamento dell'Access Point, in cui esso è collegato alla rete wired e funziona da punto di accesso alla rete per i nodi mobili wireless (Laptop, Cellulari, Palmari, ecc.). Utilizzato in questa configurazione l'Access Point si comporta come uno hub wireless;
- Bridge Mode: crea un link wireless tra due (point-to-point) o più (point-to-multipoint) access point, ciascuno dei quali è collegato ad un segmento di rete cablata. In questo modo i diversi segmenti di rete cablata vengono interconnessi.
- Repeater Mode: configurazione utilizzata per aumentare il raggio di copertura di una rete wireless quando vi sono difficoltà di raggiungimento con il cablato di una determinata zona. Questo comporta una drastica riduzione del throughput. Ne esistono di solito 2 modalità: WDS e Universal;
- Universal Repeater : modalità di settaggio semplificata in cui l'access point si collega sia ad access points sia a client senza necessità di precisare il tipo di rete sorgente;
- WDS Wireless Distribution System;
- Client Mode: un access point si comporta come client verso un altro access point in modalità "root"; uno o più client sono connessi al lato wired dell'access point, che opera come client, e in questo modo possono accedere ad una rete wireless anche se privi di una scheda di rete wireless.

Un AP, oltre a essere impostabile perché funzioni come estensore (modo repeater) del segnale, può essere abbinato ad uno specifico dispositivo estensore (extender), detto anche ripetitore, che amplia l'area di copertura della rete. Vi sono modelli che dispongono di porte RJ45 per connettere un client in modalità cablata.
Un'applicazione notevole del ricorso ai dispositivi AP è quella di una rete WiFi di tipo mesh che ha il grande vantaggio di supportare un unico SSID a differenza di quello che generalmente fa un semplice estensore.

### Limitazioni
Esiste solo un numero limitato di bande di frequenze (suddivise in canali) legalmente utilizzabili in ambiente wireless. Al fine di evitare interferenze, normalmente più Access Point adiacenti utilizzano canali differenti per comunicare con i relativi client. Le periferiche wireless sono in grado di operare su tutti i canali nella banda a loro assegnata, e possono rapidamente settarsi da uno all'altro per ottenere il collegamento migliore. Comunque, il numero limitato di frequenze/canali disponibili rende solitamente problematico il funzionamento delle apparecchiature wireless in aree ad alte concentrazioni di Access Point, dove diventa quindi difficile trovare un canale libero da interferenze (in linea teorica solo 3 canali contemporanei non interferiscono tra loro se opportunamente spaziati).

### Sicurezza
Un ulteriore problema presente nelle reti wireless è la necessità di misure di sicurezza contro l'accesso abusivo alla rete e l'intercettazione dei dati in transito. Mentre nella rete cablata la sicurezza del mezzo è racchiusa "tra le proprie mura" (e quindi relativamente più semplice gestire il controllo degli accessi al mezzo fisico), in un sistema di reti wireless il "mezzo fisico" è l'etere, per cui un malintenzionato potrebbe ottenere l'accesso alla rete senza fisicamente introdursi all'interno delle mura.
Sono quindi stati studiati diversi sistemi di sicurezza. Una delle tecniche più semplici è quella di consentire l'accesso al proprio Access Point solo ai dispositivi aventi MAC address determinato, ma poiché i MAC address possono essere facilmente clonati, è diventato necessario introdurre sistemi di sicurezza più efficaci. La maggior parte degli Access Point implementano un sistema di cifratura dei dati denominato Wired Equivalent Privacy (WEP), ma anche questo sistema si è rivelato debole (l'informazione è allo stato, decodificabile in pochi minuti attraverso la crittoanalisi). I più recenti Access Point implementano sistemi di crittografia denominati Wi-Fi Protected Access (WPA e WPA2), fornendo più robusti criteri di sicurezza (la sicurezza assoluta non esiste, per robustezza si intende l'ordine di grandezza del tempo necessario per decodifica: minuti/ore/anni).

## Utilizzo
L'uso tipico di un Access Point è quello di collegarlo ad una LAN e consentire così ad utenti muniti di dispositivi wireless di usufruire dei servizi di rete LAN con in aggiunta il vantaggio della mobilità. In questa configurazione l'Access Point agisce da gateway per i client wireless.
Nel settore della grande distribuzione, terminali wireless affidati al cliente permettono la registrazione degli acquisti ed al successivo pagamento con ridotta o del tutto assente interazione con gli addetti di cassa.